# Рапф, Гарри
Гарри Рапф (англ. Harry Rapf; 16 октября 1882, Нью-Йорк — 6 февраля 1949, Лос-Анджелес) — американский продюсер. Он начал свою карьеру в 1917 году, и в течение 20-летней карьеры стал известным продюсером фильмов для Metro-Goldwyn-Mayer. Он создал комедийный дуэт Дэна и Артура с участием Карла Дэйна и Джорджа К. Артура в конце 1920-х годов.
Рапф также был одним из членов-учредителей Академии кинематографических искусств и наук. Он был похоронен на кладбище в Восточном Лос-Анджелесе, штат Калифорния.
Его сын был сценаристом Морисом Рапфом.

## Фильмография
- 1917 — Сегодня / To-Day
- 1918 — Случайный медовый месяц / The Accidental Honeymoon
- Грехи детей / The Sins of the Children (1918)
- Разыскивается за убийство / Wanted for Murder (1918)
- Ваш лучший друг / Your Best Friend (1922)
- Из грязи в князи / Rags to Riches (1922)
- Уличные герои / Heroes of the Street (1922)
- Латунь / Brass (1923)
- Лукреция Ломбард / Lucretia Lombard (1923)
- Браун из Гарварда / Brown of Harvard (1926)
- Голливудское ревю 1929 года / The Hollywood Revue of 1929 (1929)
- Мин и Билл / Min and Bill (1930)
- Чемпион / The Champ (1931)
- Одержимая / Possessed (1931)
- Эмма / Emma (1932)
- Отважные любовники / Lovers Courageous (1932)
- Страстный водопроводчик / The Passionate Plumber (1932)
- Уродцы / Freaks (1932)
- Развод в семье / Divorce in the Family (1932)
- Бродвей в Голливуде / Broadway to Hollywood (1933)
- Шеф / The Chief (1933)
- Кристофер Бин / Christopher Bean (1933)
- Голливудская вечеринка / Hollywood Party (1934)
- Злая женщина / A Wicked Woman (1934)
- Мертвый мужчина / The Murder Man (1935)
- Джентльмен / The Perfect Gentleman (1935)
- Крепкий мужчина / Tough Guy (1936)
- Мы идем в колледж / We Went to College (1936)
- Джим с Пикадилли / Piccadilly Jim (1936)
- Старый Хатч / Old Hutch (1936)
- Безумный праздник / Mad Holiday (1936)
- Шпионаж / Espionage (1937)
- Они дали ему пистолет / They Gave Him a Gun (1937)
- Живите, любите и учитесь / Live, Love and Learn (1937)
- Чистокровные не плачут / Thoroughbreds Do not Cry (1937)
- Негодяй из Бримстоун / The Bad Man of Brimstone (1937)
- Все поют / Everybody Sing (1938)
- С одной конюшни / Stablemates (1938)
- Девушка снизу / The Girl Downstairs (1938)
- Друзья и враги Америки / Let Freedom Ring (1939)
- Ледовое безумие / The Ice Follies 1939
- Генри едет в Аризону / Henry Goes Arizona (1939)
- Галантный Бесс / Gallant Bess (1946)
- Место преступления / Scene of the Crime (1949)